# La fattoria (prima edizione)
La prima edizione del reality show La fattoria è andata in onda dal 6 aprile al 2 giugno 2004 in prima serata su Italia 1 con la conduzione di Daria Bignardi, affiancata dagli opinionisti Flavia Cercato, Alba Parietti e Iva Zanicchi (che è stata sostituita da Sandra Mondaini) e con la partecipazione dell'inviato Daniele Bossari. È durata 58 giorni, ha avuto 16 concorrenti e 9 puntate e si è tenuta a Castelfalfi (Firenze) presso l'ex mulino ad acqua "I Rogli", ed era ambientato nel 1870.
Come sigla veniva utilizzato il tema d'apertura della serie TV La casa nella prateria.
L'edizione è stata seguita da 4 052 889 telespettatori e il 15,83% di share, risultato molto soddisfacente per la seconda rete Mediaset.
L'edizione si è conclusa con la vittoria di Danny Quinn, che si è aggiudicato il montepremi di 200000 €.

## I contadini
L'età dei concorrenti si riferisce al momento dell'arrivo nella fattoria.
| Concorrente         | Età     | Professione                             | Nazionalità | Stato                |
| ------------------- | ------- | --------------------------------------- | ----------- | -------------------- |
| Danny Quinn         | 39 anni | Modello, attore                         | Italia      | Vincitore            |
| Milton Morales      | 33 anni | Modello                                 | Cuba        | Secondo classificato |
| Daniel Ducruet      | 39 anni | Personaggio TV                          | Francia     | Terzo classificato   |
| Gigi Rizzi          | 59 anni | Attore                                  | Italia      | Quarto classificato  |
| Floriana Secondi    | 26 anni | Personaggio TV                          | Italia      | Eliminata            |
| Rita Iannacone      | 28 anni | Ex moglie di Vincenzo Montella          | Italia      | Eliminata            |
| Domenico Fioravanti | 26 anni | Nuotatore                               | Italia      | Eliminato            |
| Francesco Oppini    | 22 anni | Figlio di Franco Oppini e Alba Parietti | Italia      | Eliminato            |
| Donatella Rettore   | 50 anni | Cantautrice, attrice                    | Italia      | Eliminata            |
| Selen               | 37 anni | Attrice pornografica e cinematografica  | Italia      | Eliminata            |
| Silvia Rocca        | 36 anni | Modella, disc-Jockey                    | Italia      | Eliminata            |
| Ela Weber           | 38 anni | Showgirl                                | Germania    | Eliminata            |
| Roberto Da Crema    | 51 anni | Personaggio TV                          | Italia      | Espulso              |
| Solange             | 51 anni | Sensitivo, personaggio TV               | Italia      | Eliminato            |
| Loredana Lecciso    | 31 anni | Showgirl                                | Italia      | Eliminata            |
| Flavia Vento        | 26 anni | Showgirl                                | Italia      | Ritirata             |